# Labod X-1
Labod X-1 (Cyg X-1) je rentgensko dvozvezdje z obhodnim časom v ozvezdju Laboda. Od Sonca je oddaljeno približno 6100 svetlobnih let. Sestavljata ga zvezdna črna luknja in navadna zvezda, ki kroži okrog nje. Črna luknja z zvezde trga maso, pri čemer nastaja akreacijski disk, ki seva rentgensko svetlobo. V rentgenskem sevanju tega izvora so opazne velike spremembe  v intervalih po 50 ms, kar je zelo hitro in kaže na zelo majhno velikost izvora.

## HDE 226868
Ta zvezda leži pol stopinje SVV od Ete Laboda in je modra nadorjakinja  s površinsko temperaturo 30 000 °C in maso 20 do 30 Sončevih mas.

## Črna luknja
Njena masa je vsaj 10 Sončevih mas. Odkrili so jo zaradi sevajočega akreacijskega diska, ki ga ne bi moglo ustvariti nobeno drugo telo.

## Odkritje
Močan izvor rentgenskega sevanja so v Labodu odkrili že leta 1962, ko so v ozračje z raketami začeli pošiljati prve detektorje. V letu 1965 so odkrili spremenljivost izvora. Leta 1970, ko so v orbito izstrelili prvi rentgenski satelit UHURU, so ugotovili, da izvor sevanja sovpada z zvezdo HDE 226868. Charles Thomas Bolton je odkril nepravilnosti v gibanju zvezde, kar je pokazalo na črno luknjo.

## Zanimivost
- Stava Stephena Hawkinga: Fizik, ki je lep del svojega dela posvetil črnim luknjam, je stavil, da v Labodu X-1 NI črne luknje; to je bilo zanj neke vrste zavarovanje, saj bi, če bi njegovo delo padlo v vodo, vsaj dobil stavo. Na svojo srečo je izgubil, da ne bo pomote.